# Arílson
Arílson Gilberto da Costa (Bento Gonçalves, Río Grande del Sur, Brasil, 11 de junio de 1973) es un exfutbolista brasileño. Tuvo una larga carrera por clubes de su país y otros del extranjero. Jugaba de mediocampista y su primer equipo fue el Grêmio. Actualmente juega Showbol en su país.

## Trayectoria
En 1995 pasa al Kaiserslautern de Alemania a cambio de € 3 millones.
En 2001 llegó a Chile para integrarse a la Universidad de Chile, donde jugó 23 partidos y anotó 9 goles.

## Selección nacional
Disputó dos amistosos por la Selección de fútbol de Brasil en 1995, contra Argentina (donde fue expulsado) y contra Colombia.
Jugó en cuatro partidos oficiales por Brasil en la Copa de Oro de la Concacaf de 1996.

## Clubes
| Club                 | País           | Año       |
| -------------------- | -------------- | --------- |
| Grêmio               | Brasil         | 1993-1995 |
| Kaiserslautern       | Alemania       | 1995-1996 |
| Internacional        | Brasil         | 1996-1997 |
| Palmeiras            | Brasil         | 1998-1999 |
| Grêmio               | Brasil         | 1999      |
| Real Valladolid      | España         | 1999-2000 |
| América Mineiro      | Brasil         | 2000      |
| Universidad de Chile | Chile          | 2001      |
| 15 de Novembro       | Brasil         | 2002      |
| Portuguesa           | Brasil         | 2002      |
| Avaí                 | Brasil         | 2002-2003 |
| Al-Ettifaq           | Arabia Saudita | 2003-2004 |
| Santa Fe             | Colombia       | 2004      |
| Grêmio               | Brasil         | 2004-2005 |
| Farroupilha          | Brasil         | 2005      |
| América de Natal     | Brasil         | 2005      |
| Sampaio Corrêa       | Brasil         | 2006      |
| Glória               | Brasil         | 2007      |
| Imbituba             | Brasil         | 2007      |
| Atlético Tubarão     | Brasil         | 2007-2008 |
| São Luiz             | Brasil         | 2008      |
| Itinga               | Brasil         | 2008      |
| 14 de Julho          | Brasil         | 2009      |

## Palmarés

### Campeonatos nacionales
| Título         | Club      | País   | Año  |
| -------------- | --------- | ------ | ---- |
| Copa de Brasil | Palmeiras | Brasil | 1998 |

### Copas internacionales
| Título            | Club      | País   | Año  |
| ----------------- | --------- | ------ | ---- |
| Copa Libertadores | Gremio    | Brasil | 1995 |
| Copa Mercosur     | Palmeiras | Brasil | 1998 |